# Erythrura
Az Erythrura vagy papagájamandinák a madarak osztályának verébalakúak (Passeriformes) rendjébe és a díszpintyfélék (Estrildidae) családjába tartozó nem.

## Rendszerezésük
A nemet William Swainson angol ornitológus írta le 1837-ben, jelenleg az alábbi fajok tartoznak ide:
- Gould-amandina (Erythrura gouldiae)
- hegyi papagájamandina (Erythrura hyperythra)
- indiai papagájamandina (Erythrura prasina)
- manilai papagájamandina (Erythrura viridifacies)
- timor-szigeti papagájamandina vagy Forbe-papagájamandina (Erythrura tricolor)
- sokszínű papagájamandina (Erythrura coloria)
- háromszínű papagájamandina (Erythrura trichroa)
- pápua papagájamandina (Erythrura papuana)
- vörösfejű papagájamandina (Erythrura psittacea)
- szamoai papagájamandina (Erythrura cyaneovirens)
- király-papagájamandina (Erythrura regia)
- Peale-papagájamandina vagy rövidfarkú papagájamandina (Erythrura pealii)
- Kleinschmidt-papagájamandina vagy halványcsőrű papagájamandina (Erythrura kleinschmidti)

## Előfordulásuk
Délkelet-Ázsiában, Ausztráliában és több csendes-óceáni szigeten honosak. Természetes élőhelyeik a szubtrópusi és trópusi esőerdők, erdők, gyepek, cserjések és szavannák, valamint emberi környezet. Állandó, nem vonuló faj.

## Megjelenésük
Testhosszuk 10-15 centiméter körüli.